# Thomas van Aalten
Pour les articles homonymes, voir Aalten (homonymie).
Thomas van Aalten (26 septembre 1978) est un écrivain néerlandais. 
Il s'est fait connaître en écrivant une histoire dans le magazine littéraire Zoetermeer, à l'âge de 19 ans. Van Aalten a écrit les romans Sneeuwbeeld (2000), Tupelo (2001) et Slui Deuren en Ramen (2003) et plusieurs articles pour des magazines tels que 3VOOR12, Passionate, VARA, TV Magazine, ELLE, Revu, et Vrij Nederland. 
Le style de Van Aalten est caractérisé par des dialogues absurdes, des atmosphères effrayantes, et des personnages étranges. 

## Sources
- (en) Cet article est partiellement ou en totalité issu de l’article de Wikipédia en anglais intitulé « Thomas van Aalten » (voir la liste des auteurs).